# ملون فایننشل
ملون فایننشل (انگلیسی: Mellon Financial) شرکت خدمات مالی آمریکایی است، که در سال ۱۸۶۹ توسط توماس ملون تأسیس شد.